# 阿拉帕哈藍血鬥牛犬
阿拉帕哈藍血鬥牛犬是一只产自佐治亚州阿拉帕哈镇的一种罕见的狗种。

## 外觀
該品種表明它是一種非誇張和自然類型的鬥牛犬，雖然它是一種強壯，發育良好和肌肉發達的品種。它們大小的描述差異很大，雄性大約32至41公斤，肩高56至63.5公分; 雌性較小，約27至32公斤，肩高51公分至58公分。被毛顏色多種多樣，通常是純白或不同深淺的黑色，灰色，紅色，藍色，白色，斑紋，棕色，淺褐或紅褐，總是以白色為底。隕石色及其變化型態對於該品種來說很常見。眼睛的顏色可以從棕色到藍色不等，有些狗同時有兩種不同顏色的眼睛（異色）。